# Mishná Brurá
Mishná Brurá (do hebraico משנה ברורה, Ensino esclarecido) é uma obra sobre a halachá escrita pelo rabino Yisrael Meir Kagan, também conhecido como Chofetz Chaim. Trata-se de um comentário sobre Orach Chayim, a primeira seção do Shulchan Aruch, resumindo as opiniões dos Acharonim (autoridades rabínicas pós-medievais) sobre este texto.